# شما کی هستید، آقای سورج؟
شما کی هستید، آقای سورج؟ (انگلیسی: Who Are You, Mr. Sorge?) یک فیلم درام (فیلم و تلویزیون) فرانسوی–ژاپنی محصول ۱۹۶۱ به کارگردانی Yves Ciampi است.